# Medauroidea extradentata
Phasme brindille du Vietnam
Espèce
Medauroidea extradentata, le Phasme brindille du Vietnam, est une espèce de phasmes originaire du Vietnam.

## Description
Les mâles de cette espèce sont plus fins et moins longs (7 cm) que les femelles. Celles-ci mesurent entre 9 et 10 cm et 17 avec les pattes avant étendues. Les œufs sont gris ou bruns parcourus de motifs plus foncés et mesurent environ 3 mm de long pour 2 de large. À la naissance, les petits mesurent environ 1 cm, sont brun foncé et leurs pattes avant sont proportionnellement plus longues que chez l'imago. Après la première mue, les petits deviennent verts puis, au fil des mues, ils deviennent de plus en plus bruns. Enfin, à l'âge adulte la couleur varie du brun clair, presque crème, au brun foncé avec des parties presque noires tandis que certains spécimens sont rouge foncé avec une ou plusieurs bandes noires et éventuellement une bande jaune-vert sur les flancs. La teinte verte ne disparaît pas toujours chez l'adulte. La teinte dépend de la nourriture et de son état lors de la mue. Comme chez d'autres phasmes, on constate un changement de couleurs en fonction de l'intensité lumineuse ambiante : ils sont clairs et de couleurs peu contrastées le jour, plus foncés et plus contrastés la nuit (les "rouge foncé" n'apparaissent presque que de nuit). Les femelles portent deux épines sur le haut de la tête leur donnant le nom de "phasme cornu", cette appellation est fausse car le nom de phasme cornu désigne Phenacephorus cornucervi. Les pattes ainsi que le thorax portent de minuscules épines que l'on ne sent guère au toucher du fait de leur taille. Les pattes médianes portent de petites extensions foliacées sur les fémurs et les tibias respectivement proches de l'articulation avec le trochanter et le fémur. Ces extensions ne sont pas présentes chez tous les spécimens car elles sont fragiles et ont tendance à tomber. L'espèce est totalement aptère. L'ovipositeur, qui ne sert qu'à faire progresser l'œuf jusqu'au bout de l'abdomen, est court et rétracté sauf lorsque la femelle s’apprête à pondre.

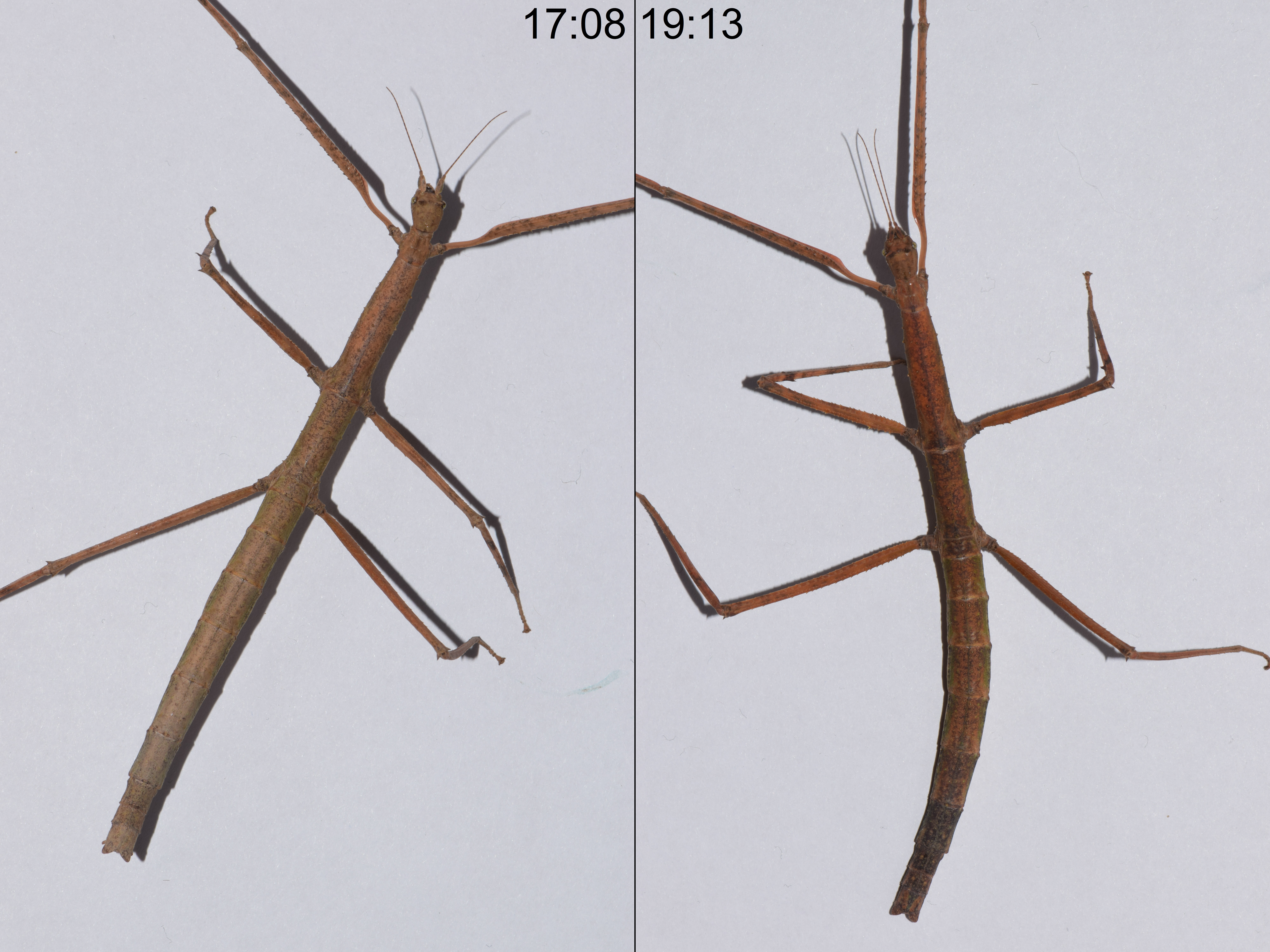
Le même phasme pris en photos deux fois mais une fois de jour et une fois de nuit. Les heures des prises de vues sont indiquées en noir.
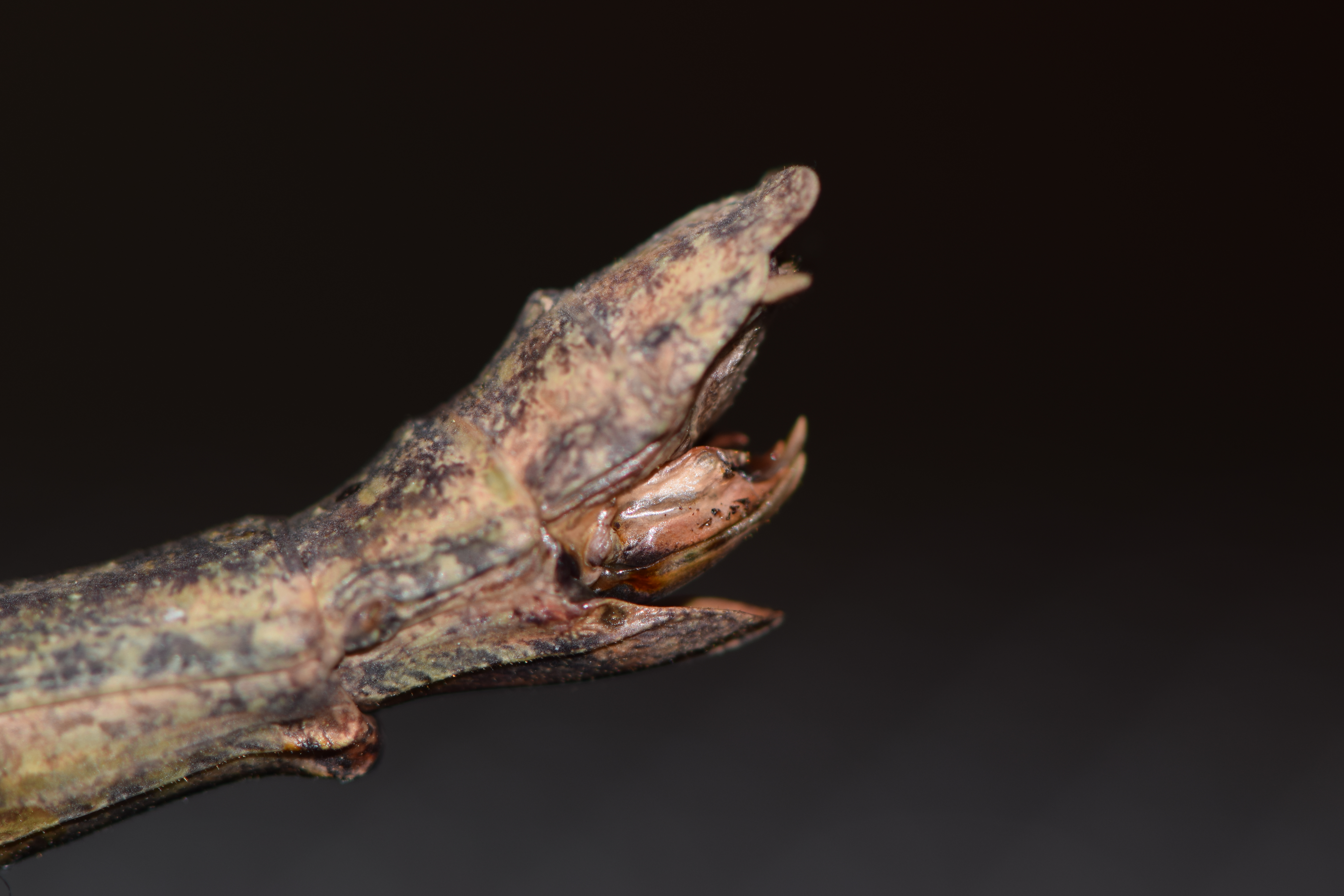
Ovipositeur d'une femelle (partie la plus claire).

## Biologie
Les œufs mettent de deux à trois mois à éclore et les petits atteignent l'âge adulte quatre mois plus tard. Les femelles vivent encore un an ou plus (cela dépend) et pondent pendant une grande partie de ce temps plusieurs œufs par jour qui sont lancés aléatoirement. Les nouveau-nés ne mangent pas pendant les premiers jours de leur vie. Il s'agit d'une espèce à reproduction sexuée mais elle peut se reproduire uniquement par parthénogenèse.

## Élevage
Cette espèce est extrêmement simple à élever en captivité du fait qu'elle supporte la parthénogenèse et qu'elle ne nécessite pas de condition d’hygrométrie particulière : un terrarium peu aéré lui convient et il n'est nullement nécessaire de pulvériser de l'eau. En captivité, ce phasme, comme la plupart des phasmes, se nourrit de feuilles de noisetier et de ronces ou d'autres plantes proches comme le rosier ou le framboisier. La température à tous les stades doit être d'une vingtaine de degrés, il n'est donc pas nécessaire de chauffer les terrariums. Il n'est pas non plus nécessaire de prévoir un quelconque substrat et sa présence ne rendra que plus difficile le nettoyage du terrarium ainsi que la gestion des œufs. En effet on se retrouve vite en état de surpopulation si l'on collecte ou laisse à l'abandon tous les œufs car une seule femelle pond plusieurs centaines d'œufs dans sa vie et la quasi-totalité éclosent et donnent des adultes fertiles dans de bonnes conditions d'élevage. L'état de surpopulation se traduira par une diminution sensible de la taille ne dépassant plus 8 cm. La gestion de la population se fait par la collecte de quelques œufs chaque semaine et l'élimination des autres. les œufs sélectionnés sont placés dans un terrarium à part dans lequel un cycle jour-nuit doit être effectué pour la lumière ; placer le terrarium dans une pièce avec des fenêtres étant largement suffisant. Le terrarium des œufs devra être maintenu avec une hygrométrie plus élevée à l'aide d'un substrat de vermiculite maintenue humide ou avec un petit récipient contenant de l'eau (attention : les petits risquent de s'y noyer si aucune précaution n'est prise). Tant que l'on veille à nourrir ces phasmes, les pertes -mise à part à la naissance- sont quasi nulles.

## Systématique
Le nom valide complet (avec auteur) de ce taxon est Medauroidea extradentata (Brunner von Wattenwyl, 1907).
L'espèce a été initialement classée dans le genre Clitumnus sous le protonyme Clitumnus extradentatus Brunner von Wattenwyl, 1907.
Medauroidea extradentata a pour synonymes :
- Baculum annamense
- Baculum annamensis (Brunner von Wattenwyl, 1907)
- Baculum extradentatus (Brunner von Wattenwyl, 1907)
- Baculum extradentatus (Brunner von Wattenwyl, 1907)
- Clitumnus extradentatus Brunner von Wattenwyl, 1907
- Cuniculina annamensis Brunner von Wattenwyl, 1907
- Cuniculina imbriga